# 蹦蹦跳跳的游戏
《碰碰跳跳的游戏》是余华的一篇短篇小说，完稿于1995年12月27日。后收入作者的短篇小说集《黄昏里的男孩》。

## 情节
坐在轮椅上的林德顺开着一家小副食店，街对面是一家医院。一对年轻夫妇带着一个小男孩在医院外等待住院。孩子爸花两毛钱从林这儿买了一个橘子。人行道上，孩子和母亲玩着一种蹦蹦跳跳的游戏——孩子去踩母亲的脚，孩子妈躲开，最终孩子赢了。林看到了孩子苍白的脸和黑亮的眼睛。第二天，他们又来医院了，玩着同样的游戏，之后孩子进了医院。一星期后，孩子爸找林德顺买了一个面包，林得知孩子死了。夫妇俩安静离去。这时天快要下雨了，林想起了多年前，他就是在一个雨天里瘫痪的。

## 分析
小说的叙事文本采用A-B-A结构，具有对称性和互文性，而“蹦蹦跳跳的游戏”则是整个叙事的中心。对前两天的描写是紧凑的，后面陡然的加快了。在叙事视角的转换中，造成了留白，将想象的空间留给了读者。小说里，孩子对于苦难采取了一种不服输的态度，尽管身患绝症，但仍有着黑亮的眼睛、清脆而欢快的态度。而林德顺看出了孩子爸的窘迫，橘子只要他两毛钱，并且在一星期后关切的询问“孩子好吗”，展现了人性中的亮色。